# صفيراء ثلاثية الأوراق
صفيراء ثلاثية الأوراق (الاسم العلمي:Sophora trifoliata) هي نوع غير مؤكد من النباتات يتبع جنس الصفيراء من الفصيلة البقولية.